# Constel·lació Esportiva
Constel·lació Esportiva – andorski klub piłkarski z siedzibą w Andorra la Vella, rozwiązany w 2000 roku.
W przeciągu dwóch lat istnienia, klub został mistrzem Andory w piłce nożnej oraz zdobył piłkarski Puchar Andory. 
Po zakończeniu mistrzowskiego sezonu klub został oskarżony o oszustwa finansowe, co przyczyniło się do jego likwidacji.

## Sukcesy
- mistrz Andory: 1999/2000
- puchar Andory: 2000

## Europejskie puchary
Legenda do wszystkich tabel:
- Q – runda eliminacyjna, 1/16, 1/8, 1/4, 1/2 – odpowiednia faza rozgrywek, Grupa – runda grupowa, 1r gr – pierwsza runda grupowa, 2r gr – druga runda grupowa, F – finał, R – runda, PO – play-off
- k. – rzuty karne, los. – losowanie, Dogr. – dogrywka, w. – zasada bramek strzelonych na wyjeździe

| Sezon   | Rozgrywki   | Runda | Klub           | Dom  | Wyjazd | Ogólnie |
| ------- | ----------- | ----- | -------------- | ---- | ------ | ------- |
| 2000/01 | Puchar UEFA | Q     | Rayo Vallecano | 0–10 | 0–6    | 0–16    |